# 10000
10000 (mười nghìn, mười ngàn, hay một vạn) là một số tự nhiên ngay sau 9999 và ngay trước 10001.